# Медаль Його Величності Короля
Медаль Його Величності Короля (швед. H.M. Konungens medalj), раніше відома як Придворна медаль (швед. Hovmedaljen), є шведською відзнакою, яка може бути вручена як шведським, так і іноземним громадянам. Медаль була створена в 1814 році і вручається в різних розмірах у золоті та сріблі з ланцюгом або стрічкою. Ця медаль не має класів, а вручається у різних розмірах. Найбільший розмір — 12-й, носиться на шиї на ланцюзі або стрічці. 8-й і 5-й розміри носять на лівому боці грудей на стрічці, слідом за медаллю Серафимів.
Вона вручається шведським та іноземним громадянам за особливі заслуги, а також чиновникам при королівському дворі. Це було особливо актуально з 1975 року, коли шведські орденські нагороди перестали вручатися несудовим шведським громадянам, до моменту, коли ордени знову стали доступними для шведських громадян з 1 лютого 2023 року.

## Медалі
Медаль Його Величності Короля вручається в різних розмірах у золоті та сріблі. Вона може бути підвішена на стрічці або ланцюгу. Шведські медалі не поділяються на класи, а вручаються в різних розмірах. Ці розміри походять від Шкали Берча з 18-го століття. Ця шкала присвоює медалям різні розміри. Наприклад, медаль 12-го розміру має діаметр 43 мм, а медаль 8-го розміру — 31 мм. Медаль може бути вручена в наступних розмірах і підвісках:
- 12-й розмір золотої медалі з діамантами, носиться на шиї на золотому ланцюгу (позолочене срібло)
- 12-й розмір золотої медалі, носиться на шиї на золотому ланцюгу (позолочене срібло)
- 12-й розмір золотої (позолочене срібло) медалі, носиться на шиї на стрічці Ордена Серафимів
- 12-й розмір золотої (позолочене срібло) медалі, носиться на шиї на синій стрічці
- 8-й розмір золотої (позолочене срібло) медалі, носиться на грудях, підвішеною на стрічці Ордена Серафимів
- 8-й розмір золотої (позолочене срібло) медалі, носиться на грудях, підвішеною на синій стрічці
- 8-й розмір срібної медалі, носиться на грудях, підвішеною на синій стрічці

## Відомі одержувачі
12-й розмір золотої медалі з діамантами на ланцюгу
- Крістіна Магнусон[6]

12-й розмір золотої медалі на ланцюгу
- Турб'єрн Фелльдін[7]
- Юган Хедерстедт[7]
- Альф Свенссон[7]
- Стіг Сіннергрен[7]
- Гокан Сирен[7]
- Аліса Тролле-Вахтмейстер[7]
- Бертиль Веркстрьом[7]
- Карл Більдт[7]
- Сверкер Йоранссон[8]
- Стефан Левен[9]

12-й розмір золотої медалі на стрічці Ордена Серафимів
- Адольф Г. Лундин[10]
- Барон Ніклас Сільферсчільд
- Анітра Штейн[10]
- Аліса Тролле-Вахтмейстер[10]

12-й розмір золотої медалі на яскраво-блакитній стрічці
- Ніклас Зеннстром[11]
- Ганс Еллегрен